# Glenn Hardin
Glenn Hardin (n. 1 iulie 1910, Derma⁠(d), Mississippi, SUA – d. 6 martie 1975, Parohia East Baton Rouge, Louisiana, SUA) a fost un atlet ce a reprezentat Statele Unite ale Americii, medaliat olimpic. A participat la două ediții ale Jocurilor Olimpice (1932, 1936) în care a câștigat o medalie de aur și o medalie de argint în proba de 400 m garduri.

## Palmares
| An   | Competiție        | Locație                    | Loc | Eveniment     | Note   |
| ---- | ----------------- | -------------------------- | --- | ------------- | ------ |
| 1932 | Jocurile Olimpice | Los Angeles, Statele Unite | 2   | 400 m garduri | 52,0 s |
| 1936 | Jocurile Olimpice | Berlin, Germania           | 1   | 400 m garduri | 52,4 s |